# Назва
Назва́ (араб. نزوى‎) — крупнейший город и административный центр провинции Эд-Дахилия Султаната Оман. Назва находится в 164 км от столицы Маската. Население самого города оценивается в 70 000 человек, включая два района — Биркат-Эль-Муз и Эль-Джебель Эль-Ахдар.
Назва является одним из старейших городов Омана, ранее это был центр торговли, религии, образования и искусства. В старые времена Большая мечеть Назвы являлась центром исламской науки. Назва приобрела своё значение благодаря важному географическому положению у подножья гор Западный Хаджар. Расположенная в центре оазиса, где произрастают финиковые пальмы, Назва занимает важное стратегическое положение на перекрёстке путей, соединяющих внутренние регионы страны с Маскатом. Сегодня Назва является центром выращивания фиников и важным торговым, историческим, сельскохозяйственным и рекреационным центром.

## История

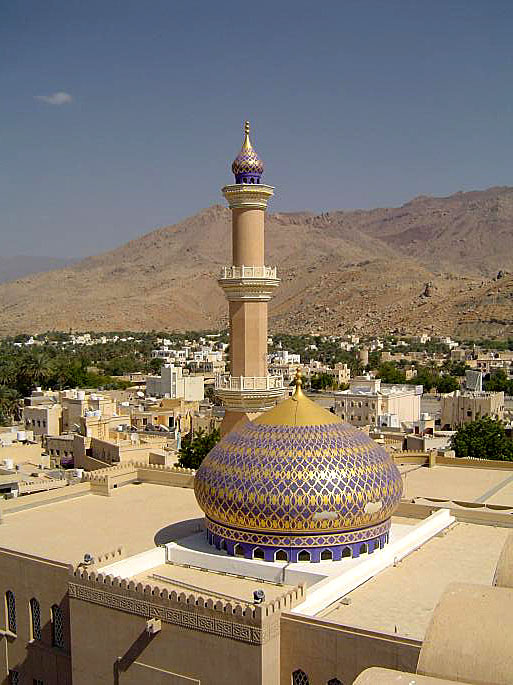
Мечеть Кабуса в Назве

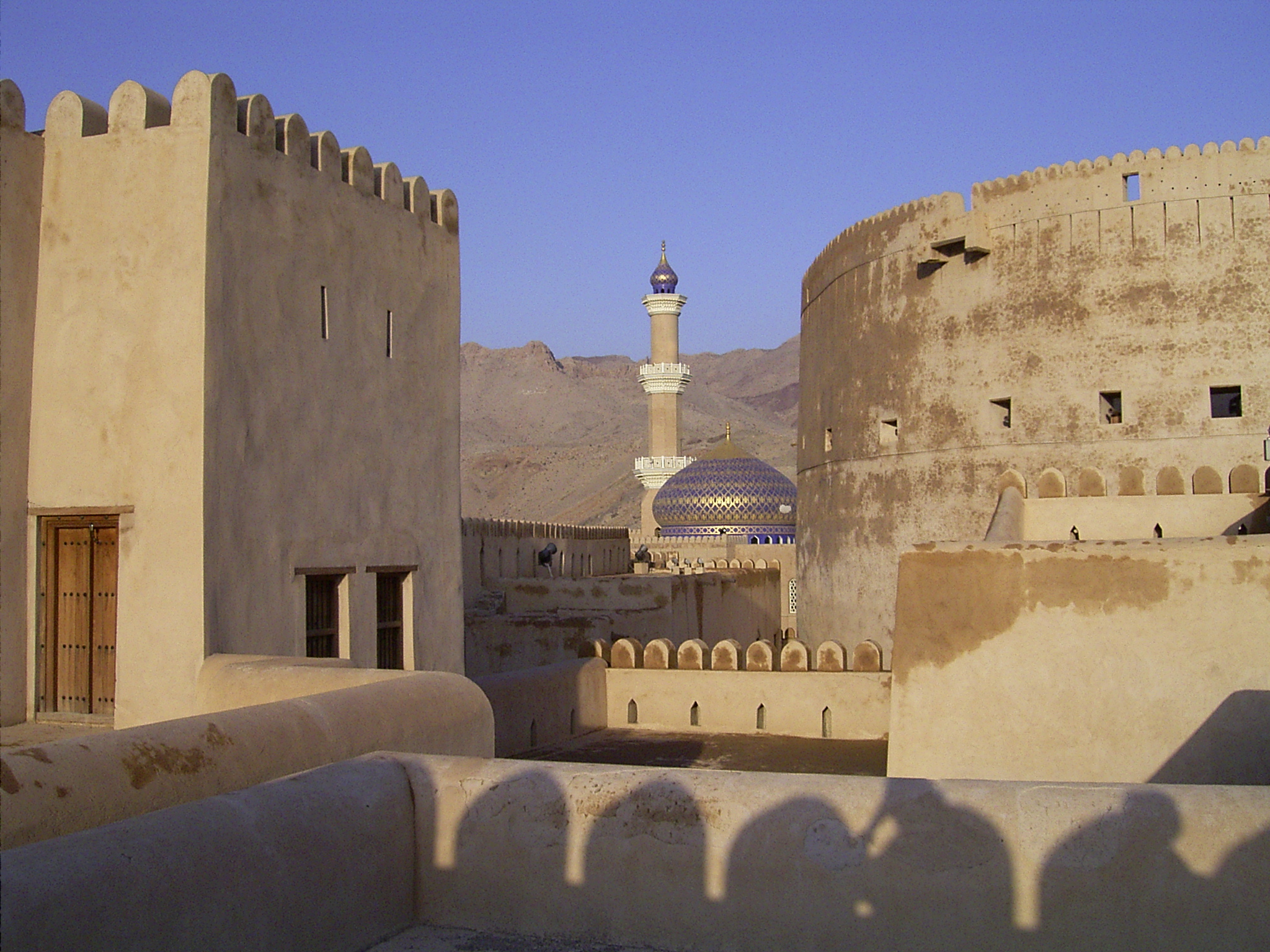
Мечеть и крепость в Назве

Назва была столицей Омана в VI—VII веках. В Назве расположены много известных исторических мечетей, например, Мечеть Султана Кабуса (Пятничная мечеть), Мечеть Суаль, построенная в IX веке, Мечеть Аш-Шаватина и Мечеть Аш-Шарджа.
В начале 1950-х Королевские военно-воздушные силы Великобритании подвергли ракетно-бомбовой атаке большую круглую башню древней крепости, построенной около 400 лет назад в центре города. Британские ВВС были призваны на помощь правящему в то время султану Саиду бен Таймуру для подавления восстания во внутреннем Имамате Оман. Причина конфликта — борьба за владение недавно обнаруженными запасами нефти.
Назва стала современным городом с 1970 при правлении султана Кабуса. До Маската было построено двухполосное шоссе, увеличилось количество туристов. Были проведены широкополосные линии связи, построена современная клиника. Назва стала образовательным центром страны. Здесь действуют Технический колледж, Колледж прикладных наук, частный университет, Академия подготовки оманской королевской полиции. В Назве для туристов открыты четыре гостиницы.

## География и климат
Со всех сторон Назву окружают горы. Зимой с ноября до марта климат прохладный, в декабре температура падает до плюс 10 C°. Летом климат жаркий и сухой, в июле температура достигает 50 C°. Осадков очень мало, в основном зимой, когда воздушные массы с низким давлением вызывают дожди.
|     | Янв. | Фев. | Март | Апр. | Май | Июнь | Июль | Авг. | Сен. | Окт. | Ноя. | Дек. |
| --- | ---- | ---- | ---- | ---- | --- | ---- | ---- | ---- | ---- | ---- | ---- | ---- |
| Max | 25   | 29   | 33   | 36   | 40  | 43   | 47   | 43   | 40   | 35   | 27   | 23   |
| Min | 13   | 14   | 17   | 20   | 26  | 27   | 30   | 27   | 24   | 23   | 18   | 17   |

|       | Янв. | Фев. | Март | Апр. | Май | Июнь | Июль | Авг. | Сен. | Окт. | Ноя. | Дек. |
| ----- | ---- | ---- | ---- | ---- | --- | ---- | ---- | ---- | ---- | ---- | ---- | ---- |
| мм    | 23   | 18   | 13   | 8    | 3   | 1    | 1    | 1    | 1    | 3    | 8    | 15   |
| дюймы | 0.9  | 0.7  | 0.5  | 0.3  | 0.1 | 0    | 0    | 0    | 0    | 0.1  | 0.3  | 0.6  |

## Достопримечательности
- Крепость Назвы
- Городской рынок

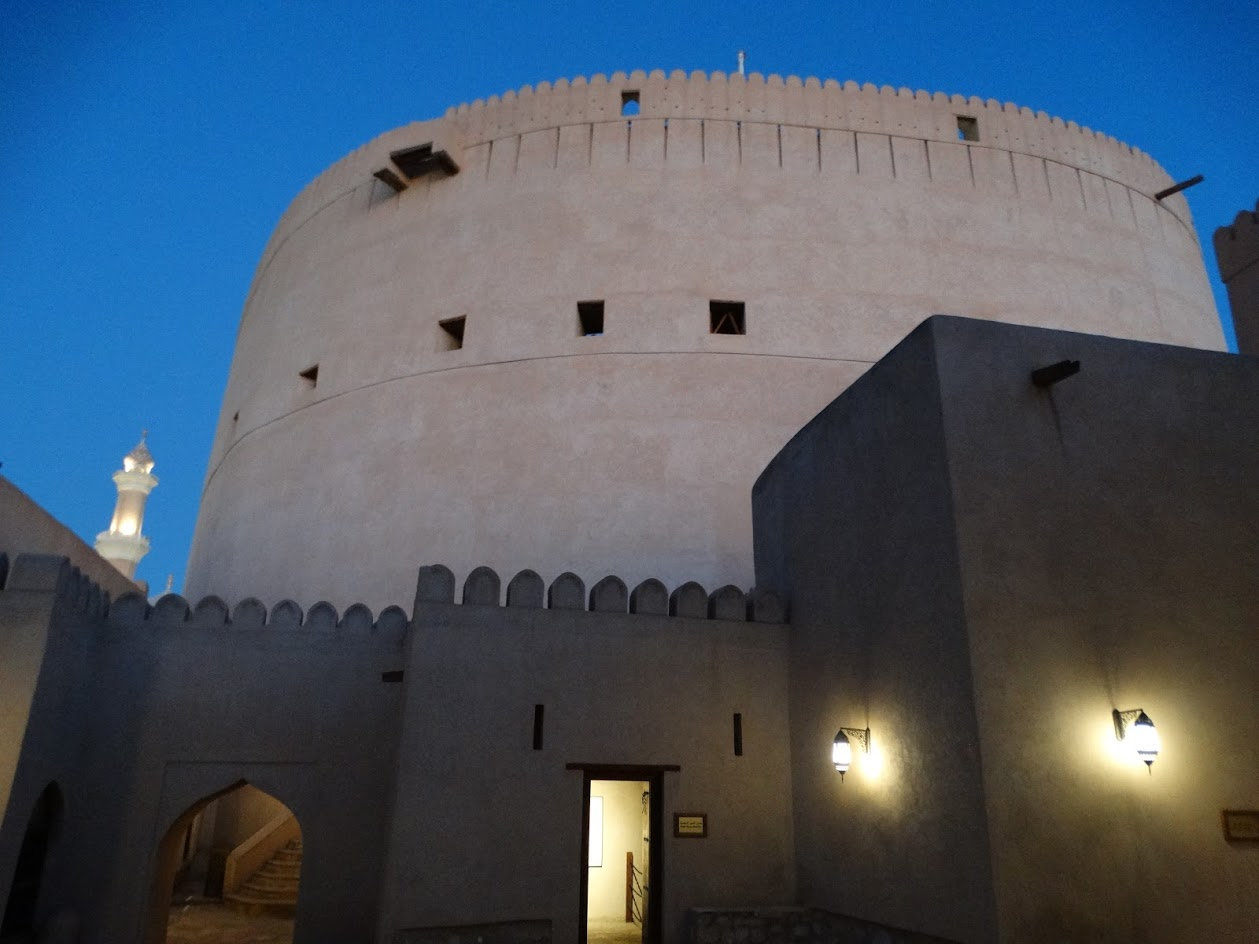
Главная башня форта Назва

- Оросительный канал Дарис (объект всемирного наследия)
- Водопады в селении Тануф